# 페루 부왕령 인종 범주
페루 부왕령 인종 범주 또는 남아메리카 인종 범주는 식민 시대 스페인어권 남아메리카, 페루 부왕령에서 통용되던 인종의 범주이다. 이 범주에는 널리 알려진 6개의 범주, 백인, 인디오, 흑인, 메스티소, 물라토, 삼보 외에도 수많은 범주가 속한다.

## 분류 기준
스페인인(español), 흑인(negro), 인디오(indio)를 제외한 대표적인 20개의 혼혈 범주는 다음과 같다. 스페인어에서 접미 형태소 -오(-o)는 남성, -아(-a)는 여성을 지칭하는데, 여기서는 편의상 -오로 통일한다. 아래 기준에서 +의 왼쪽은 남성, 오른쪽은 여성이다. 예를 들어 '물라토 남성 + 스페인인 여성(에스파뇰라) = 테르세론'이고, '스페인인 남성 + 물라토 여성(물라타) = 모리스코'가 된다.
1. 스페인인 + 흑인 = 물라토(mulato; 노새 mulo가 어원)
2. 물라토 + 스페인인 = 테르세론(tercerón)
3. 테르세론 + 스페인인 = 콰르테론(quarterón)
4. 콰르테론 + 스페인인 = 킨테론(quinterón)
5. 킨테론 + 스페인인 = 공통 스페인인(español común) - 토르나 아 블랑코(torna a blanco) : 백인으로 취급
6. 흑인 + 물라토 = 삼보(zambo)
7. 삼보 + 물라토 = 삼보이고(zambohigo)
8. 삼보이고 + 물라토 = 텐테 엔 엘 아이레(tente en el aire)
9. 텐테 엔 엘 아이레 + 물라토 = 티라 아트라스(tira atrás) 또는 토르나 아트라스: 흑인으로 취급
10. 스페인인 + 인디오 = 메스티소(mestizo)
11. 메스티소 + 인디오 = 촐로(cholo)
12. 촐로 + 인디오 = 텐테 엔 엘 아이레
13. 텐테 엔 엘 아이레 + 인디오 = 살타 아트라스(salta atrás)
14. 인디오 + 흑인 = 치노(chino; 중국인이라는 뜻)
15. 치노 + 흑인 = 레치노(rechino) 또는 크리오요(criollo)
16. 레치노 + 흑인 = 토르나 아트라스(torna atrás) : 흑인으로 취급
17. 스페인인 + 물라토 = 모리스코(morisco; 무어인이라는 뜻)
18. 스페인인 + 모리스코 = 알비노(albino)
19. 스페인인 + 알비노 = 토르나 아트라스
20. 스페인인 + 토르나 아트라스 = 텐테 엔 엘 아이레

## 사회 계층
인종에 따른 사회적 계층은 대략 다음과 같이 나눌 수 있다.
1. 백인(blanco)
2. 인디오(indio)
3. 메스티소(mestizo)
4. 물라토(mulato)
5. 삼보(zambo)
6. 흑인(negro)

## 같이 보기
- 메스티소
- 물라토
- 삼보
- 크리오요
- 코피노